# Хелминско-добжинские говоры

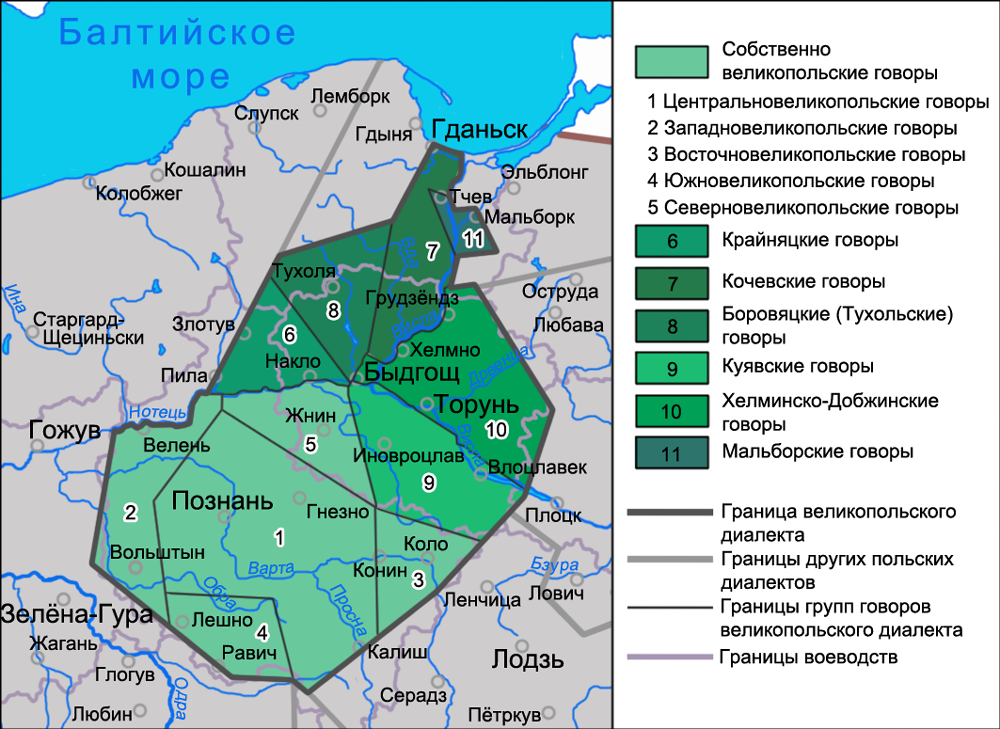
Хелминско-добжинские говоры на карте великопольского диалекта
На основе данных

Хе́лминско-до́бжинские го́воры (пол. gwary chełmińsko-dobrzyńskie) — группа говоров Великопольского диалекта, распространённых в исторических Хелминской и Добжинской землях (включая Михаловскую землю) с центрами в Хелмно и Добжине на восточной части территории Куявско-Поморского воеводства (Хелминско-Добжинское Поозёрье). К. Нич относил эти говоры к одному из четырёх крупных польских диалектных массивов — хелминско-кочевско-варминскому диалекту — включавшему в себя некашубское Поморье, Вармию и Хелминско-Добжинскую землю. Следствием исторических процессов формирования данных говоров является их переходный характер — хелминско-добжинские говоры генетически являются великопольскими, но при этом испытавшими значительное мазовецкое влияние. В разной степени эти говоры сочетают в себе особенности двух диалектных групп польского языка — великопольской и мазовецкой.

## Вопросы классификации
В ранних работах польского лингвиста К. Нича хелминско-добжинские говоры рассматривались как часть куявско-хелминско-кочевского наречия, которое вместе с хелминско-мазовецким переходным наречием составляло в его классификации одно из четырёх основных польских диалектных объединений. Позднее он включил южную часть хелминско-добжинских говоров в куявскую группу Великопольского диалекта, а северную часть выделил как Грудзёндзко-Вомбжеские говоры и объединил их с кочевскими в подгруппу ранних переселенческих говоров Поморья также в составе куявской группы. К великопольским хелминско-добжинские говоры относятся также в наиболее известных классификациях польских диалектов С. Урбанчика и К. Дейны. Основные классифицирующие признаки польских диалектов, выделенные К. Ничем: изоглоссы наличия или отсутствия мазурения, звонкого или глухого типа межсловной фонетики и другие, объединяют хелминско-добжинские говоры с куявскими говорами и с великопольской диалектной группой в целом.
Хелминско-добжинские говоры включают в свой состав хелминские говоры в северо-западной части территории и добжинские говоры в юго-восточной части, последние отличаются распространением большего числа мазовецких диалектных черт. Вместе с тем большие отличия проявляются не в разделении территории распространения хелминско-добжинских говоров на северо-западные (хелминские) и юго-восточные (добжинские), а в разделении их на крайне юго-западные по правому берегу Вислы и все остальные к северо-востоку. Так, для юго-западных говоров характерны: звонкий тип сандхи; произношение континуанта ā как o; отсутствие перехода ar в er в формах глаголов прошедшего времени и др. Существуют местные языковые особенности, касающиеся прежде всего лексического состава, в региональных говорах: большое число заимствований из немецкого языка в вомбжеском говоре и пр.

## Область распространения
Хелминско-добжинские говоры занимают территорию ограниченную с северо-запада и юго-запада Вислой в пределах восточной части Куявско-Поморского воеводства. С северо-запада они граничат с территорией распространения кочевских говоров, с юго-запада — куявских говоров, а с запада незначительно граничат с боровяцкими говорами великопольского диалекта, с востока к ним примыкают ближнемазовецкие говоры, с северо-востока любавские говоры мазовецкого диалекта, на севере небольшой участок границы отделяет хелминско-добжинские говоры от новых смешанных диалектов.

## История
Формирование хелминско-добжинских говоров происходило в результате колонизации прусских земель носителями диалекта племени полян, расселявшихся с IX века на север от реки Нотець и на северо-восток и восток на правый берег Вислы. Сложившиеся говоры переселенцев из Великой Польши и Куяв с великопольскими языковыми чертами оказались под властью Мазовии до XIII века, что привело к усилению влияния соседних говоров мазовецкого диалекта на хелминско-добжинские говоры. Длительное господство в Хелминской и Добжинской землях Тевтонского ордена (позже Пруссии) привело к обособленному развитию хелминско-добжинских говоров от остальных говоров польского языка как материнских говоров Куявии, так и говоров Мазовии, что стало причиной появления своеобразных диалектных черт этого региона.

## Особенности говоров
Часть языковых явлений, такие, как отсутствие мазурения, исторически присущий тип межсловной фонетики (в современных говорах подвергающийся мазовецкому влиянию), произношение ą и др., связывает хелминско-добжинские говоры с куявскими (шире — с великопольским диалектом), часть явлений объединяет только с Куявскими говорами (сужение исторически долгих гласных ā, ō ,произношение континуанта ē). Вместе с тем в хелминско-добжинских говорах широко распространены черты мазовецкого диалекта (смешение y и i, kie / gie и ke / ge и др.).

### Западнопольские и севернопольские диалектные черты
В хелминско-добжинских говорах распространены языковые черты западных польских диалектов: отсутствие мазурения и др., но при этом не распространены такие западнопольские черты, как дифтонгизация континуантов долгих ā и ō, переход начального vo в ło. К северным чертам польских диалектов, известным в хелминско-добжинских говорах, относятся: смешение y и i, асинхронное произношение мягких губных согласных, нарушения оппозиции kie / gie и ke / ge, словообразование с суффиксом -ak, отсутствие перехода k в ch, обобщение слова dwa во всех родах и др.

### Фонетика

#### Общие черты с великопольским диалектом
1. Отсутствие мазурения.
2. Узкое произношение континуанта носового заднего ряда как ų перед фрикативными и uN перед смычными и аффрикатами, отсутствие призвука m в конце слова: siedzu (siedzą), za granicu (za granicą), wchodzu (wchodzą), ni maju (nie mają), zump (ząb), ksiundz (ksiądz) и т. п. Также при полном отсутствии носового призвука в конце слова возможно произношение o: majo (mają) и т. п. Подобное произношение континуанта носового заднего ряда характерно для куявских и собственно великопольских говоров, в мазовецких говорах произношение менее узкое.
3. Распространение звонкого типа сандхи в прошлом: звонкий тип межсловной фонетики был характерен для всех Хелминско-Добжинских говоров, о чём свидетельствуют исторически сложившиеся формы: mógem (mogłem), а не mókem, как в говорах с исконным глухим типом. В настоящее время звонкий тип встречается изредка в крайне юго-западной части территории распространения хелминско-добжинских говоров, большая же часть территории, прежде всего восточная, охвачена ареалом глухого типа сандхи, что является следствием влияния говоров мазовецкого диалекта.

#### Общие черты с куявскими говорами
Узкое образование континуантов исторически долгих гласных ā, ō, отсутствие на их месте дифтонгов (отмечаемых в собственно великопольских говорах), а также произношение континуанта ē как i / y:
1. Континуант ā произносится как o: pamientom (pamiętam), ptok (ptak) и т. п. В современных говорах распространяется и преобладает произношение как в литературном польском a: białemy ͥ, а не biołemy (białymi).
2. Континуант ō произносится как u: do mucenia (do młócenia), kuń (koń) и т. п. Подобное произношение также характерно для говоров мазовецкого диалекта.
3. Континуант ē произносится как i: chlib (chleb), kobita (kobieta), в том числе часто в окончаниях глаголов: kosztuji (kosztuje), в сочетании ir: zbirali (zbierali); или как y: rzyka (rzeka); при смешении y и i возможны формы śny ͥ k наряду с śnik (śnieg) и т. п.

#### Общие черты с мазовецким диалектом
1. Широкое произношение носового переднего ряда (как a носового и, соответственно e в группе ěN как a: an, am): ta smoła (tę smołę), na maszynka (na maszynkę), śidam (siedem) и т. п. Данное явление характерно для кочевских и большей части боровяцких и крайняцких говоров. Также возможно произношение ę как и в литературном польском языке: dziesieńć (dziesięć), или неширокое произношение e в группе eN как iN / yN: ziymniaki (ziemniaki), jedyn (jeden) и т. п.
2. Смешение y и i в одном варианте y ͥ, yi или i: na biku (na byku), zeszity (zeszyty), włożyiło (włożyło) и т. п.
3. Отсутствие явления стяжения и ассимиляции гласных в сочетаниях с интервокальным j в глаголах: stojić (stać).
4. Распространение глухого типа сандхи на большей части территории: ras_mielim (raz mieliśmy), jusz_mieli (już mieli) и т. п.
5. Глухость губного в группе sv, kv, tv: произношение sf, kf, tf. Подобное произношение характерно для малопольского и силезского диалектов при звонком типе сандхи.
6. Асинхронное произношение мягких губных согласных с выделением дополнительной артикуляции в самостоятельную, в качестве призвука выступает j: mjeli (mieli); фрикативные согласные (ś, ź и др.): śpsiewali (śpiewali); звук m в качестве призвука выделяет мягкий n’: nie pamnientam (nie pamiętam), do mniasta (do miasta) и т. п.
7. Отсутствие мягкости в группе śv́.
8. Отвердение звука l’ в сочетании li: lypów (lip) и т. п. Данное явление также отмечается в говорах кашубского языка.
9. Переход ar в er в формах глаголов прошедшего времени: rozposterła (rozpostarła) и т. п.
10. Отвердение звука m’: takemy rządkamy (takimi rządkami) и т. п.
11. Смешение kie / gie и ke / ge в одном варианте c твёрдым произношением: kedy ͥ (kiedy), mlekem (mlekiem) и т. п.

#### Другие диалектные черты фонетики
1. Отсутствие дифтонгизации континуанта краткого o как в боровяцких говорах.
2. Случаи отсутствия чередования e и o.
3. Лабиализованное произношение начального o, реже u: łojciec (ojciec), łodstawiałem (odstawiałem), łupiekła (upiekła).
4. Наличие j перед i (перед звуком n изменение i в e): dla jendyków (dla indyków), swojich (swoich) и т. п.

### Морфология и синтаксис
1. Окончание -em прилагательных и местоименных прилагательных в творительном пад.: w niemieckiem (w niemieckim), w takem kraju (w takim kraju) и т. п.
2. Наличие y / i вместо e в окончании -ego в родительном пад. прилагательных, местоименных прилагательных и числительных: piontygo roku (piątego roku), tygo owocu (tego owocu) и т. п.
3. Окончание -m в глаголах прошедшего времени 1-го лица мн. числа: mielim (mieliśmy); настоящего времени 1-го лица мн. числа: możym (możemy); окончание -ta в глаголах настоящего времени 2-го лица мн. числа (оставшееся от категории двойственного числа): zobaczyta (zobaczycie), boita sie (boicie się). Черта, объединяющая Хелминско-Добжинские говоры с куявскими, северновеликопольскими, боровяцкими, кашубскими и другими говорами севера Польши.
4. Наличие дополнительного окончания -ów у существительных в родительном пад.: drzewów (drzew) и т. п.
5. Формы с отсутствием ł: koo (koło), do mócenia (do młócenia) и т. п.
6. Переход -ił (-ył) в -uł: buł (był). Переход -ej в ij (yj) или -i (-y): pszennyj (pszennej), wiency (więcej) и т. п.
7. Наличие севернопольской формы dwa для всех родов: dwa żony (dwie żony).
8. Непоследовательные случаи употребления категории мужского лица.
9. Употребление предлога bez вместо przez: bez wioske chodzili (przez wioskę chodzili).
10. Формы мн. числа: Polaki (Polacy), łojcy (ojcowie) и т. п.
11. Словообразование по севернопольскому типу с суффиксом -ak: dzieciaka, świniaka и др.

### Лексика
Распространение слов: bania (dynia), gapy (wrony), guły (indyczki), kirzanka (masielnica), kośnik (kosiarz), kurzejki (grzyby kurki), rzeszoto (sito do ziarna), statki (naczynia), wrzodziony (wrzody), wyględniejszy (lepiej wyglądający), graberki (grabki) и др.